# Sebastianibruderschaft Rheinfelden

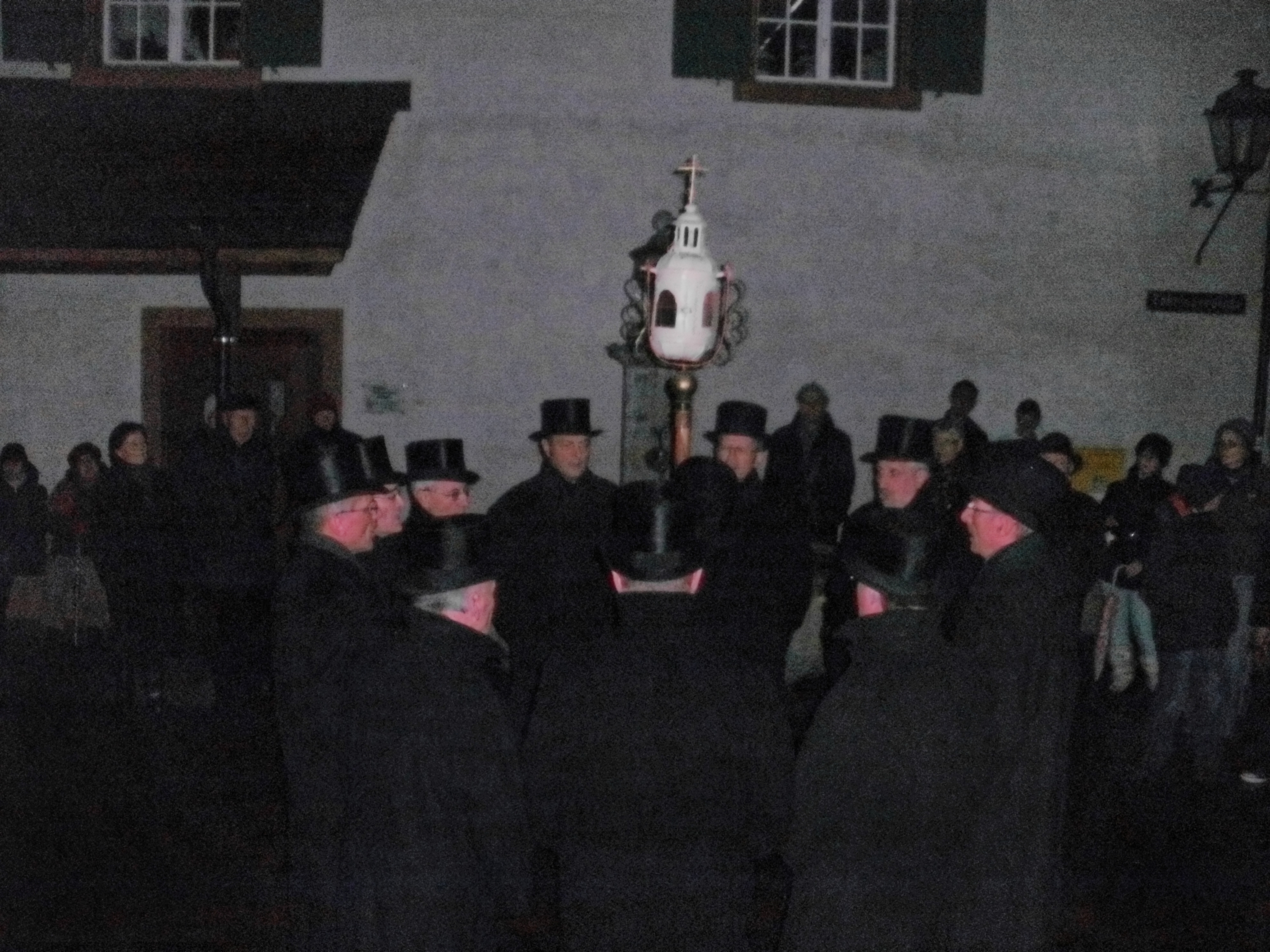
Brunnensingen

Die Sebastianibruderschaft Rheinfelden entstand 1541 als Bruderschaft während einer Pestepidemie in Rheinfelden und ist nach dem Schutzpatron der Pestkranken, dem Heiligen Sebastian, benannt.

## Geschichte
Bereits 1146, 1347 und 1439 wurde Rheinfelden von Pestepidemien heimgesucht. Man befürchtete damals, dass die verheerende Krankheit über Wasser übertragen würde und schützte die Brunnen auch mit genauen Vorschriften. Die Sebastianibruderschaft wurde als Pestbruderschaft gegründet, in Solidarität mit den Kranken, die sie pflegte und um die Toten zu begraben. Beides höchst gefährliche Unternehmen, denn die Ansteckung war fast unvermeidlich. Das Ausmass der Pest im Jahre 1541 bewegte zwölf Männer, die Sebastianibruderschaft zu gründen und einen Weihnachts- und Neujahrsbrauch einzuführen, der auch heute noch ausgeübt wird. Der Name der Bruderschaft ist auf den heiligen Sebastian zurückzuführen, der als Beschützer vor der Pest gilt.

## Brauchtum
Jedes Jahr am 24. Dezember holen die zwölf Männer der Bruderschaft, gekleidet in schwarze Mäntel und schwarze Zylinder tragend, in der Stadtkirche St. Martin ihre Laterne ab und beginnen ihren knapp einstündigen Rundgang nach Ende des letzten Glockenschlages um 23 Uhr durch die verdunkelte Altstadt. An insgesamt sechs Brunnen wird die strenge Marschformation in Dreierkolonne aufgelöst. Der Laternenträger positioniert sich in ausreichender Distanz vor jedem Brunnen und wird von den elf restlichen Mitgliedern kreisförmig eingerahmt. An jedem Brunnen wird das Weihnachtslied angestimmt; es werden jeweils immer die gleichen vier Strophen gesungen. Am 31. Dezember (Silvesterabend) um 21 Uhr wird der Brauch mit dem Neujahrslied wiederholt.
Bedingt durch die Feierlichkeit, Mystik und lange Tradition des Brauches besuchen regelmässig viele ortsansässige und auswärtige Besucher das Brunnensingen. Zu Weihnachten findet im Anschluss eine traditionelle Mitternachtsmesse, an Silvester seit einigen Jahren ein kurzes Orgelkonzert in der Stadtkirche St. Martin statt. Im Gedenken an den heiligen Sebastian nehmen die Sebastianibrüder, gemäss Vorschrift der Statuten der Bruderschaft, ausserdem jedes Jahr am 20. Januar an der Gedenkmesse am Sebastianstag teil.